# Clepsis steineriana
Clepsis steineriana es una especie de polilla del género Clepsis, categorizada en la tribu Archipini, de la subfamilia Tortricinae.

## Distribución
Se distribuye por Europa.

## Taxonomía
Fue descrita por Hubner en 1796 y publicada en (Tortrix), Samml. Eur. Schmett. "7: pl. 27, fig. 170.